# Jawa Pos Group
Jawa Pos Group – indonezyjskie przedsiębiorstwo mediowe założone w 1953 roku. Jego siedziba mieści się w Surabai (prowincja Jawa Wschodnia).
Grupa należy do czołówki największych przedsiębiorstw mediowych w kraju.
Sieć Jawa Pos News Network obejmuje ponad 80 dzienników regionalnych rozsianych po całym terytorium kraju. W portfolio firmy znajduje się m.in. surabajski dziennik „Jawa Pos” (zał. 1949). Grupa Jawa Pos jest także właścicielem szeregu tygodników tabloidowych, sieci drukarskich i fabryk papieru oraz operatorem stacji telewizyjnych o zasięgu lokalnym, m.in. Jawa Pos TV.
Jawa Pos Group prowadzi również działalność poza sektorem medialnym (hotele, agencje turystyczne, nieruchomości, transport, elektrownie).